# Ostrá
Ostrá (deutsch Ostra, auch Wustra) ist eine Gemeinde in Tschechien. Sie liegt fünf Kilometer südöstlich von Lysá nad Labem und gehört zum Okres Nymburk.

## Geographie
Ostrá befindet sich am rechten Ufer der Elbe auf der Ostböhmischen Tafel. Im Südwesten liegt das Naturschutzgebiet Vrť und im Südosten um die Ruine Mydlovar der Auwald "Mydlovarský luh". An der nördlichen Peripherie verläuft die Bahnstrecke Kolín–Děčín, an der Ostrá eine Bahnstation besitzt. Östlich mündet der Hronětický náhon, ein Mündungsarm der Vlkava, in die Elbe.
Nachbarorte sind Milovice im Norden, Stratov im Nordosten, Rozkoš und Šnepov im Osten, Hradištko im Südosten, Semice im Süden, Nový Přerov und Přerov nad Labem im Südwesten, Litol im Westen sowie Lysá nad Labem im Nordwesten.

## Geschichte

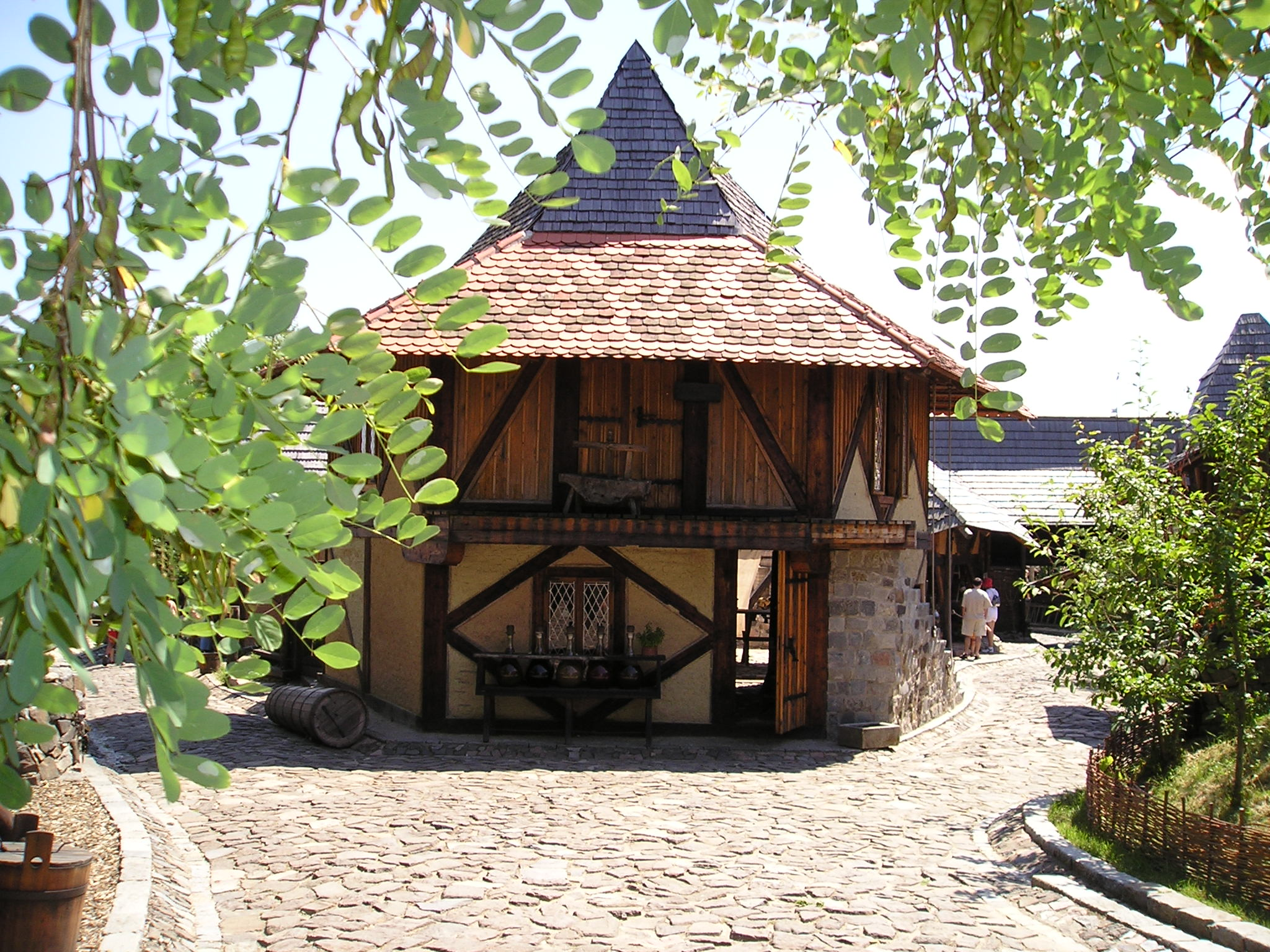
Skanzen Ostrá

Die erste schriftliche Erwähnung des unweit des mittelalterlichen Haupthandelsweges von Böhmen über Glatz nach Polen (Kladskopolská cesta) gelegenen Dorfes Ostra erfolgte im Jahre 1503, als nach dem Tode von Jindřich Smiřický von Smiřice dessen Erbe Albrecht Smiřický die Herrschaft Lysá nad Labem teilte.
Ostrá blieb immer zu Lysá zugehörig.
Der Reichtum und die Vielfalt der Wasservögel in den Elbauen veranlassten zu Beginn des 18. Jahrhunderts Franz Anton von Sporck zu Anlegung des Teiches Wostrey in einem alten Mäander. Der von der Vlkava gespeiste Teich wurde zu Sporcks Schnepfenjagdrevier. Am Teich ließ er die Rocall-Häuser errichten, die sowohl als Unterkunft bei der Jagd und als Heger- und Wächterhäuser dienten. Östlich von Wustra gründete Sporck 1709 die aus acht Chaluppen bestehende Ansiedlung Schnepfendorf (Šnepov), in der Belustigungen für die Jagdgesellschaften stattfanden.
Nach der Aufhebung der Patrimonialherrschaften bildete Ostrá mit dem Ortsteil Šnepov ab 1850 eine Gemeinde im Bezirk Mladá Boleslav. Seit 1949 gehört die Gemeinde zum Okres Nymburk.

## Gemeindegliederung
Die Gemeinde Ostrá besteht aus den Ortsteilen Ostrá (Ostra) und Šnepov (Schnepow, früher Schnepfendorf) sowie der Einschicht Obora (Wobora).

## Sehenswürdigkeiten
- Reste der Burg Mydlovar, südöstlich an der Elbe
- Auwald Mydlovarský luh um die Ruine Mydlovar, Naturschutzgebiet
- Kapelle in Ostrá
- Muzeum kamen, Privatmuseum für Kamine und Öfen
- Skanzen Botanicus
- gusseisernes Kreuz am Dorfplatz, errichtet 1858
- Gedenkstein für die Opfer des Ersten Weltkrieges
- Kapelle in Šnepov
- Badesee Wostrey in einem abgeworfenen Elbmäander